# Campo Bahia
Campo Bahia es un resort ubicado en la comunidad de Santa Cruz Cabrália, aproximadamente a 30 kilómetros al norte de la ciudad turística de Porto Seguro y su aeropuerto, en el estado brasileño de Bahía. La instalación está situada en el barrio de Santo André, alrededor de ocho kilómetros al norte de Santa Cruz Cabrália, en la costa atlántica. Fue seleccionada por la Federación Alemana de Fútbol (DFB) como la sede base de la selección nacional alemana para la Copa Mundial de la FIFA 2014 en Brasil. El equipo ocupó las instalaciones el 8 de junio y partió el 11 de julio.

## Descripción
El resort fue construido por un consorcio inmobiliario alemán liderado por el matrimonio empresarial de Múnich, Christiane y Christian Hirmer. Ocupa 15,000 metros cuadrados y consta de 14 edificios de dos pisos con un total de 65 suites.
Inicialmente, se planeó que la construcción finalizara en marzo de 2014. Sin embargo, según informes de medios, la instalación fue completada apenas unos días antes de la llegada de la selección nacional. No se construyó un centro de medios originalmente planeado para 300 periodistas, quienes fueron alojados en el Hotel Mabu Costa Brasilis en la localidad.

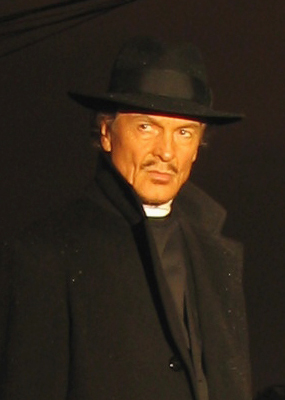
Ulli Lommel

Las residencias de la selección fueron decoradas con obras de arte por el asesor de arte Helge Achenbach. El director Ulli Lommel escribió un libro y filmó una película sobre Campo Bahia y la estancia del equipo alemán.
El campo de entrenamiento de la selección nacional fue construido aproximadamente a tres kilómetros de distancia en un área de conservación natural. La autorización excepcional fue otorgada por las autoridades ambientales dos semanas después, a pesar de que en esta zona las tortugas ponen sus huevos. Para la Copa Mundial, la Federación Alemana de Fútbol (DFB) alquiló un ferry para cruzar el brazo de mar, evitando así la espera habitual en el muelle de Santo André. En 2013, los propietarios de Campo Bahia apoyaron un proyecto social con 10,000 euros para adolescentes adictos al crack, además de planear apoyar la escuela del pueblo. La DFB consideró la posibilidad de renovar el campo de fútbol de Santo André.
La elección del resort se debió a la proximidad de un campo de entrenamiento visible, la cercanía al aeropuerto y la corta distancia a las sedes de los partidos de la fase de grupos (Salvador, Fortaleza y Recife). Esta elección fue internacionalmente percibida como "innovadora" y como un signo de una planificación cuidadosa, dado que el complejo está en la misma zona climática que los estadios de la fase de grupos de la selección alemana.
Inicialmente, la FIFA no incluyó el complejo en la lista de posibles sedes para la Copa Mundial debido a la falta de garantías sobre su finalización a tiempo. Sin embargo, según la FIFA, los avances necesarios en la construcción fueron logrados posteriormente.
La ubicación del complejo es históricamente significativa, ya que cerca de allí desembarcaron los portugueses bajo Pedro Álvares Cabral el 22 de abril de 1500, descubriendo la tierra que llamaron Terra da Santa Cruz para la Corona portuguesa.
El compromiso social con la comunidad incluyó medidas de protección contra inundaciones, la adquisición de una ambulancia, la mejora del campo de fútbol del pueblo y el apoyo al Instituto Amigos de Santo André con donaciones para la escuela de música.

## Recepción
Varios medios informaron sobre el "éxito del Campo Bahia". El entonces presidente de la DFB, Wolfgang Niersbach, lo describió como "el mejor alojamiento de todos los tiempos".